# Dirophanes
Dirophanes is een geslacht van insecten uit de orde vliesvleugeligen (Hymenoptera) en de familie Ichneumonidae.

## Soorten
- D. anoukae Hower, 2006
- D. benjamini Hower, 2006
- D. callopus (Wesmael, 1845)
- D. coryphaeus (Wesmael, 1845)
- D. flavimarginalis (Uchida, 1927)
- D. foveolatus (Perkins, 1953)
- D. fulvitarsis (Wesmael, 1845)
- D. gaspesianus (Provancher, 1882)
- D. hariolus (Cresson, 1867)
- D. invisor (Thunberg, 1822)
- D. maculicornis (Stephens, 1835)
- D. mellinus (Provancher, 1875)
- D. muricifer (Holmgren, 1890)
- D. mysticus (Wesmael, 1855)
- D. regenerator (Fabricius, 1804)
- D. shiodai (Uchida, 1936)
- D. tegularis (Thomson, 1891)
- D. yezoensis (Uchida, 1926)